# 登録社団

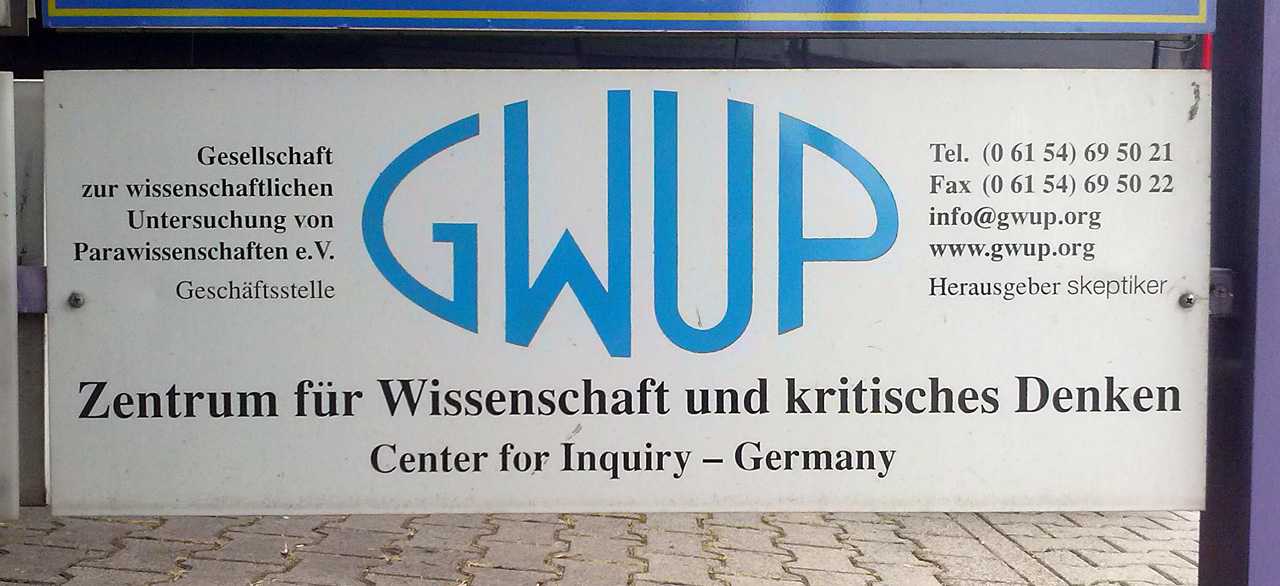
GWUPはドイツで登録されたe. V. であるが、オーストリアとスイスでも同じく活動している。

登録社団（とうろくしゃだん、独: eingetragener Verein、ドイツ語: [ˈaɪnɡəˌtʁaːɡənɐ fɛʁˈʔaɪn]）、略称e. V. (ドイツ語: [ˈeː ˈfaʊ]) は、ドイツにおける登記された任意団体に対する法的地位である。登記社団とも。いかなる集団もVerein（社団）と呼ばれることができるが、eingetragener Vereinとしての登録は、単なる個人の集まりではなく、法人としての地位を与えるため、多くの法的利益をもたらす。法的地位については、名称にも記載しなければならない。他の法人組織と同様に、eingetragener Vereinは、慈善団体（Gemeinnützigkeit）としての地位を申請することができる。

## 推薦文献
- “Eingetragener Verein” [Registered association] (German). Rechtswörterbuch.de. 2012年9月18日時点のオリジナルよりアーカイブ。2012年9月22日閲覧。
- “German Civil Code (BGB)” (English). Gesetze im Internet - German Civil Code BGB.   Federal Ministry of Justice. 2020年1月23日閲覧。
- “Gesetz zur Regelung des öffentlichen Vereinsrechts” [Act for the Regulation of Public Association Law] (German). Gesetze im Internet.   Federal Ministry of Justice. 2020年1月23日閲覧。
- “Verordnung zur Durchführung des Gesetzes zur Regelung des öffentlichen Vereinsrechts (Vereinsgesetz)” [Regulations for the Enforcement of the Act Regulating Public Association Law] (German). Gesetze im Internet - VereinsGDV.   Federal Ministry of Justice. 2020年1月23日閲覧。